# Chiesa di Santa Margherita d'Antiochia (Isola di Fondra)
La chiesa di Santa Margherita d'Antiochia è il principale luogo di culto cattolico di Trabuchello, frazione di Isola di Fondra in provincia e diocesi di Bergamo; fa parte del vicariato di Branzi-Santa Brigida-San Martino oltre la Goggia.
Nel 1610 la chiesa fu elevata a parrocchiale dopo essere stata smembrata dalla parrocchia di San Lorenzo Martire.
Con decreto del 20 novembre 1986 atto a conferire la nuova qualifica riconosciuta civilmente la parrocchia fu unita in quella di San Lorenzo Martire della frazione Fronda diventando parrocchia di Santa Margherita d'Antiochia e San Lorenzo Martire.

## Storia
Nel 1432 fu consacrata una chiesa nella località di Trabuchello dal vescovo di Bergamo Francesco Aregazzi. Nel 1481 risulta che fu consacrato un oratorio denominato “sub vocabulo S. Margheritae”, una lapide posta all'interno della chiesa ne ricorda l'evento.
Nell'autunno del 1575 la chiesa fu visitata da san Carlo Borromeo arcivescovo di Milano. Dalla relazione risulta che la chiesa era inserita nella pieve di San Martino di Piazza Brembana e denominata come "ecclesia curata membrum parochialis sancti Laurentii loci Fondre", ma comunque considerata "similiter parochiali" di Fondra. Si desume che vi erano molti benefici censiti indicati sotto il toponimo di "Fondra et Trabuchella", la comunità doveva pagare un terzo dello stipendio del parroco che serviva le due chiese.

Nell'elenco delle commende del 1618 la chiesa è indicata come matrice e iscritta come parrocchiale dal 4 maggio 1618. 
Dagli atti della visita pastorale della seconda metà del Seicento del vescovo Gregorio Barbarigo, si evince che la chiesa faceva parte della vicaria foranea di Piazza Brembana, che vi era la scuola del Santissimo Sacramento retta da sindaci che gestivano l'altare maggiore.
Nel sommario redatto nel 1666 dal cancelliere di Bergamo Giovanni Giacomo Marenzi, risulta che la chiesa era detta mercenaria, che era servita da un parroco mercenario e che dipendeva dalla pieve di "San Martino oltre la Gorgia". Vi erano le scuole del Santissimo Sacramento che gestiva l'altare maggiore e del Santo Rosario. La chiesa era servita da altri due sacerdoti.
La presenza delle confraternite fu confermata negli atti della visita dal vescovo di Bergamo Giovanni Paolo Dolfin del 6 luglio 1780 con la scuola del Santissimo Sacramento, presso l'altare maggiore gestita da sindaci eletti dai vicini, la scuola del Santo Rosario, presso l'altare omonimo, e quella della Dottrina cristiana che gestiva l'altare dedicato a Sant'Antonio abate.
Nel Settecento la chiesa fu oggetto di lavori di ricostruzione e ampliamento che mutarono il classico orientamento liturgico direzionale, con la nuova consacrazione il 27 giugno 1737 del vescovo di Bergamo Antonio Redetti a beneficio delle nuove strutture architettoniche.
Negli ultimi anni dell'Ottocento la chiesa fu nuovamente affrescata con i decori della cappella dedicata al santo Nome di Maria. Nel Novecento fu elevato l'altare maggiore benedetto dal vescovo Adriano Bernareggi che per l'occasione fece dono delle reliquie dei santi Pio, Alessandro di Bergamo e Margherita che furono sigillate nella nuova mensa. 
Il 27 maggio 1979 con decreto del vescovo Giulio Oggioni la chiesa fu inserita nel vicariato di Branzi-Santa Brigida-San Martino oltre la Goggia.

## Descrizione

### Esterno
L'edificio di culto è preceduto da un piccolo sagrato e da un pronao retto su quattro colonne complete di zoccolatura e capitelli d'ordine ionico e che reggono la trabeazione e il timpano curvo. Il pronao termina con le statue dei santi Margherita a cui la chiesa è intitolato e Pietro e Paolo. la facciata vera e propria è divisa su due ordini da un cornicione marcapiano. La sezione inferiore ha due lesene che sorreggono la trabeazione e centrale il portico in pietra con lo stemma vescovile. La sezione superiore presenta il prosieguo con le lesene con capitelli d'ordine ionico sorreggenti la trabeazione spezzata. Nella parte centrale superiore è presente la sagoma di una finestra chiusa. La parte terminante centrale di maggiore altezza, ha impresso uno scritto che riporta la dedicazione della chiesa.

### Interno
L'interno della chiesa a pianta rettangolare a unica navata, è diviso in tre campate da lesene in muratura che reggono la trabeazione con fregio e il cornicione decorato non calpestabile. La controfacciata conserva la cantoria lignea e l'organo a canne della fine dell'Ottocento commissionato nel 1880 alla ditta Adeodato Bossi. 

La volta è affrescata con dipinti raffiguranti: Gesù predica alla folla, la Cacciata degli angeli ribelli e Santa Margherita in gloria lavori di Vittorio Manini del 1948.
A sinistra della prima campata vi è la cappella del battistero con l'affresco del Battesimo di Gesù. Corrispondente a destra vi è la cappella dedicata alla Madonna in quella che era l'abside della chiesa originaria, affrescata nel 1897 da Antonio Sibella. Nella terza campata vi sono gli altari dedicati alla Madonna del Rosario e all'Angelo custode. La zona presbiteriale a cui si accede da due gradini, è a pianta rettangolare e presenta sull'altare maggiore la pala raffigurante Santa Margherita in gloria tra i santi di Giuseppe Ceresa figlio del più famoso Carlo.
Durante lavori di manutenzione del XX secolo sono state rinvenute sei tombe risalenti dal VII all'VIII secolo, mentre una struttura muraria quadrata è stata rinvenuta nella parte centrale dell'edificio. Questa indicherebbe l'antica presenza di una torre armigera risalente all'alto Medioevo.